# Point Clear
Point Clear ist ein Census-designated place (CDP) im Baldwin County, Alabama, Vereinigte Staaten. Point Clear ist Teil der Daphne-Fairhope-Foley-Metropolregion.

## Geografie
Point Clear liegt an der östlichen Küste der Mobile Bay auf einer Höhe von rund 3 Metern über dem Meeresspiegel. Das U.S. Census Bureau weist für den Ort eine Gesamtfläche von 11,99 km² aus, davon sind 11,89 km² Landfläche und 0,09 km² Wasserfläche.

## Geschichte
Seit dem 19. Jahrhundert war Point Clear ein beliebtes Sommerziel für wohlhabende Familien aus Mobile, New Orleans und anderen Teilen der USA. Durch die Mobile Bay galt der Ort in Zeiten von Gelbfieberausbrüchen als gesunder Zufluchtsort („good air“). Die Anreise erfolgte meist per Fähre, und die meisten Besucher erreichten Point Clear über den Landungssteg Zundel’s Wharf. Daher sind viele historische Häuser zur Bucht hin ausgerichtet, und ein Boardwalk verbindet sie mit der Anlegestelle. Reste des alten Piers waren noch bis zum Hurrikan Katrina 2005 sichtbar.

## Bildung
Point Clear gehört zum Schulbezirk der Baldwin County Public Schools.